# Hormona adrenocorticotropa

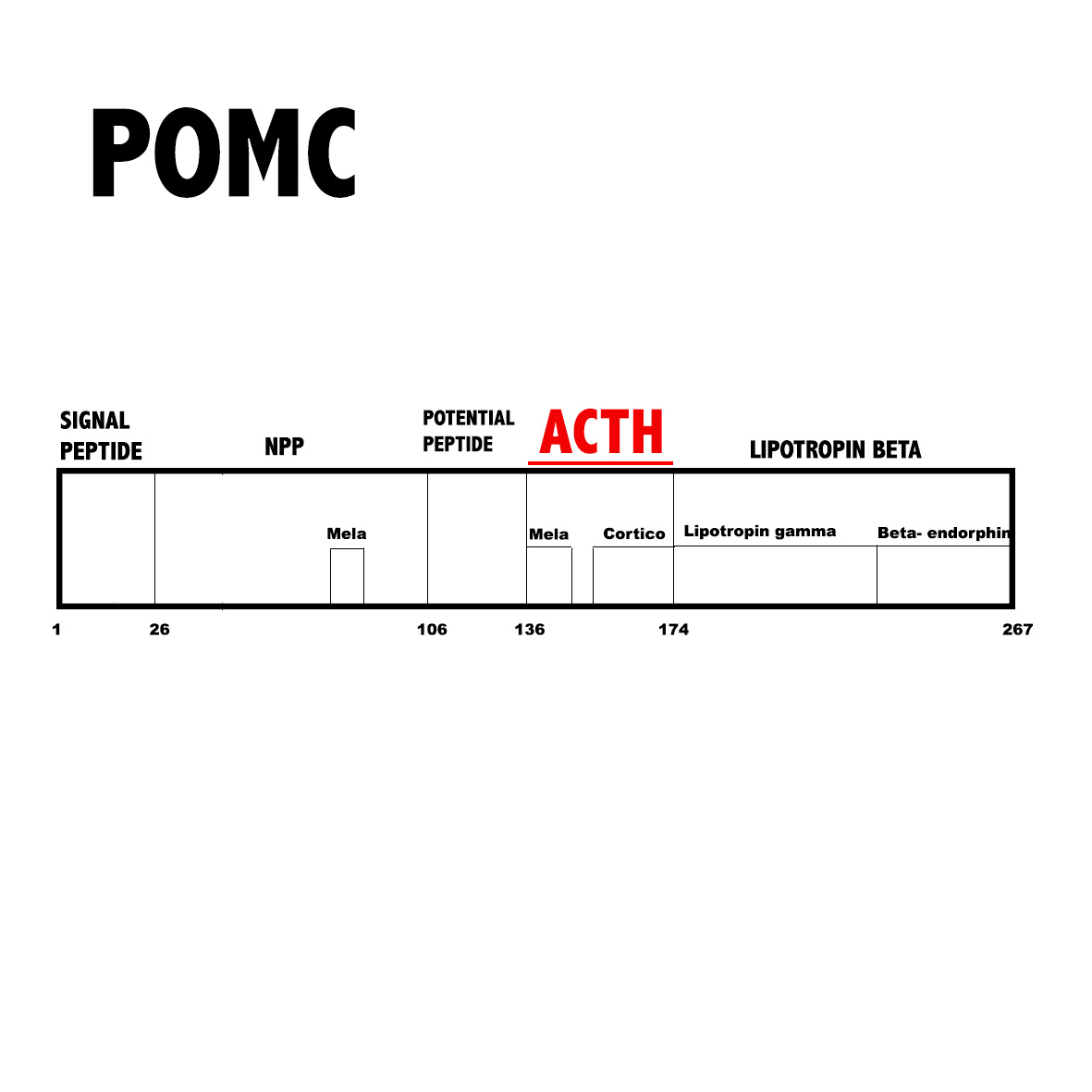
Cadena polipeptídica de POMC remarcando la ubicación de la hormona adrenocorticotropa (ACTH)

La hormona adrenocorticotrópica, corticotropina o corticotrofina (ACTH) es una hormona polipeptídica, producida por la hipófisis y que estimula a las glándulas suprarrenales. Ejerce su acción sobre la corteza suprarrenal estimulando la secreción de esteroides y el crecimiento de la corteza suprarrenal.
Su secreción está regulada por el factor liberador de corticotropina (CRF) procedente del hipotálamo, es pulsátil y presenta un ritmo circadiano característico, la máxima secreción se produce por la mañana. Su secreción también aumenta como respuesta a los niveles bajos de cortisol circulante, junto con el estrés, la fiebre, la hipoglucemia aguda y las intervenciones quirúrgicas mayores.

## Características
Es una hormona con una vida media corta e inestable, usada en tratamientos con corticoides y vulnerable a las enzimas celulares. Para cuantificarla se realizan inmunoanálisis, y su derivado sintético (ACTH 1-24) se utiliza como estímulo farmacológico para el estudio de la función hipotálamo-hipofiso-suprarrenal.

## Estructura química de la ACTH
La ACTH es una hormona péptidica de 39 aminoácidos cuya secuencia no cambia entre las especies. Es secretada desde la adenohipófisis dentro de una gran cadena de aminoácidos llamada proopiomelanocortina (POMC), péptido de 241 aminoácidos cuyo gen está localizado en el cromosoma 22. De los 39 aminoácidos, sólo 13 tienen actividad biológica conocida. Los restantes del extremo carboxilo terminal son muy variables y determinan la actividad inmunitaria.
A partir de la POMC por un procesamiento postranscripcional, se produce, además de la ACTH, la melanotropina (MSH), la lipotropina y la betaendorfina. Por ejemplo, los trece primeros aminoácidos contando desde el grupo amino se pueden escindir para formar melanotropina (MSH). Por lo tanto, después de un corto periodo de tiempo, la ACTH se escinde para formar melanotropina (MSH) junto con el CLIP, un péptido de actividad desconocida en humanos.
En el ser humano, la secuencia de aminoácidos es la siguiente:
```
Ser-Tyr-Ser-Met-Glu-His-Phe-Arg-Try-Gly-Lys-Pro-Val-Gly-Lys-Lys-Arg-Arg-Pro-Val-Lys-Val-Tyr-Pro-Asp-Ala-Gly-Glu-Asp-Gln-Ser-Ala-Glu-Ala-Phe-Pro-Leu-Glu-Phe.
```

La ACTH en humanos tiene un peso molecular de 4,540 Daltons (Da).

## Función de la ACTH
La ACTH estimula dos de las tres zonas de la corteza suprarrenal que son la zona fasciculada donde se secretan los glucocorticoides (cortisol y corticosterona) y la zona reticular que produce 10% de los andrógenos totales como la dehidroepiandrosterona (DHEA) y la androstenediona.
En la zona fasciculada la ACTH actúa uniéndose a los receptores de ACTH, que se encuentran principalmente en las células adrenocorticales de la corteza suprarrenal. El receptor de ACTH es una proteína de membrana, son los receptores acoplados a proteínas G. Con la unión del ligando, el receptor sufre cambios de conformación que estimulan a la enzima adenilil ciclasa, lo cual supone un incremento de adenosín monofosfato cíclico y una posterior activación de la PKA.
La ACTH influencia la secreción de hormonas esteroides mediante mecanismos rápidos y a corto plazo, con duración de minutos, juntamente con acciones lentas y a largo plazo. Las acciones rápidas de la ACTH incluyen la estimulación de la liberación de colesterol a las mitocondrias, donde se encuentra la enzima P450scc. Esta enzima cataliza el primer paso de la esteroidogénesis, que es la escisión de la cadena lateral del colesterol. La ACTH también estimula la captación de lipoproteínas en células corticales, cosa que hace aumentar la presencia de colesterol en las células de la corteza suprarrenal. Las acciones a largo plazo de la ACTH incluyen la estimulación de la transcripción de los genes codificados por enzimas esteroidogénicas, especialmente la P450scc. Este efecto se observa a lo largo de unas cuantas horas.
Además de enzimas esteroidogénicas, la ACTH también aumenta la transcripción de genes mitocondriales que se codifican para las subunidades de los sistemas de la fosforilación oxidativa mitocondrial. Estas acciones son probablemente necesarias para suplir el aumento de requerimiento energético de las células corticales al ser estimuladas por la ACTH.
La ACTH es permisiva, aunque no necesaria, sobre la síntesis y secreción de mineralocorticoides. Estos mineralocorticodes son secretados por la capa más externa de la corteza suprarrenal, es decir, la glomerular.
La ACTH además, tiene función lipolítica.

## Síntesis de la ACTH
La ACTH, la POMC y la beta-lipotropina son secretadas por células basófilas de la hipófisis anterior (Adenohipófisis), en respuesta a la acción de la hormona liberadora de corticotropina (CRH) secretada por el hipotálamo. 

La ACTH es sintetizada en la Adenohipófisis a partir de la pre-POMC. La eliminación de la señal de péptido durante la translación produce el polipéptido de 241 aminoácidos POMC, que sufre una serie de modificaciones post-traduccionales como la fosforilación y glicosilación, antes de ser escindido, en un proceso de proteólisis llevado a cabo por endopeptidasas, para producir fragmentos del polipéptido con diferente actividad fisiológica, como las betaendorfinas y metaencefalinas, lipotropina (LPH) y hormona estimulante de melanocitos (MSH).
La regulación de la secreción de ACTH depende de múltiples estímulos, el factor hipotalámico estimulante de la corticotropina, la corticoliberina (CRH), es el principal regulador.

La regulación de la síntesis de ACTH se produce de la siguiente manera: En situación de estrés físico o psicológico como el dolor, el cansancio, miedo o cambios de la temperatura, es estimulada intensamente la secreción del factor hipotalámico CRH (del inglés corticotropin releasing hormone). 

Este también se conoce como CRF (corticotropin-releasing factor). El CRF, un neuropéptido, actúa como un potente estimulador del lóbulo anterior de la hipófisis, lo que induce a esta glándula a sintetizar ACTH.

La interacción que se produce entre el CRF y la proteína (CRFR1), que tiene en su zona extracelular un receptor acoplado (GPCR tipo B), inicia el proceso de secreción de ACTH. La proteína CRFR1 dispone de su N-terminal en la zona extracelular i del C-terminal en la zona intracelular. Además de un dominio helicoidal 7-transmembrana que es común en todos los GPCR, los receptores de clase B tienen un dominio extracelular N-terminal (ECD) de aproximadamente de 100-160 aminoácidos que contiene tres enlaces disulfuro y que constituye una zona muy hidrófoba. Cuando el CRF adopta una estructura continua de alfa hélice este se acopla al ECD. La unión generada produce un cambio de conformación en la proteína receptora en cuestión lo que activa el eje hipotálamo-hipófisis-suprarrenal.
También estimulan la síntesis de ACTH otras hormonas como la arginina-vasopresina (AVP), las catecolaminas, la angiotensina II, la serotonina, la oxitocina, el péptido natriurético atrial (ANF), la colecistoquinina, y el péptido vasoactivo intestinal (vip), entre otros.
Inversamente, existe un retrocontrol negativo (feedback negativo) para los glucocorticoides, que se fijan sobre los receptores del hipotálamo e inhiben la secreción de CRH. Los glucocorticoides actúan igualmente sobre la hipófisis bloqueando la liberación de ACTH a la circulación sanguínea. Cuando se administran cantidades farmacológicas de cortisol o de un derivado sintético como la dexametasona, la síntesis de ACTH disminuye.
De modo que la síntesis neta de ACTh es el resultado de la potencia relativa de las señales estimuladoras (CRH) e inhibidora (cortisol).
Una de las características de la secreción de ACTH es su ritmo circadiano, regulado por los ciclos de luz-oscuridad. La concentración de ACTH está en su punto más bajo alrededor de medianoche y aumenta progresivamente hasta alcanzar un pico matinal y declina después lentamente. Tiene un ritmo relativamente inverso al de la secreción de GH. El estrés inducido por dolor, temor, fiebre e hipoglucemia también estimula la secreción de ACTH y se puede usar en la clínica para evaluar la funcionalidad del eje.
Con la finalidad de regular la secreción de ACTH, muchas sustancias secretadas en este eje presentan actividad lenta y/o rápida de retroalimentación. Los glucocorticoides secretados en la corteza suprarenal trabajan para inhibir la secreción de CRH en el hipotálamo, que en consecuencia reduce la secreción de ACTH en la glándula pituitaria. Los glucocorticoides pueden inhibir también los niveles del gen transcriptor de POMC y de la síntesis de péptidos. Este último es un ejemplo de la retroalimentación lenta, trabaja de horas a días mientras que los otros duran minutos.
La vida media de la ACTH en la sangre humana es de diez minutos.

## Forma de acción de la ACTH
La ACTH se fija a los receptores de membrana de la glándula corticosuprarrenal. Esta unión activa a la adenilciclasa, la que produce un aumento de la concentración intracelular de AMPc, que a su vez activa las enzimas (enzima P450scc) responsables de la transformación del colesterol en pregnenolona, un precursor de los glucocorticoides. La ACTH también estimula, entre otras proteínas necesarias para la esteroidogénesis, los receptores para la lipoproteína LDL, y en la suprarrenal fetal, la hidroximetil glutaril coenzima reductasa (HMG-CoA), necesaria para la síntesis de nuevo del colesterol.
La tasa plasmática de ACTH presenta un ciclo circadiano, con una secreción mayor durante el día y menor durante la noche. Existe un pico de máxima secreción de 7 a 9 de la mañana. Esto indica que dicha hormona y los glucorticoides son muy importantes para la normal actividad vigil. El desfase del ciclo circadiano de la ACTH con la hora del lugar es la causa del malestar físico y psíquico surgido tras los viajes intercontinentales, sobre todo si son desde el este al oeste.
La semivida de la ACTH en la sangre humana es de unos diez minutos.

## Receptores de ACTH fuera de la glándula suprarrenal
El MCR es una familia de receptores relacionados entre ellos que median las acciones de las hormonas que tienen un origen común con la ACTH, es decir, de las hormonas que provienen de la POMC (o pro-hormona). En el caso de la ACTH, este receptor es el MC2R. El MC2R, además de tener una función básica regulando la glándula suprarrenal, también está presente en el resto del cuerpo, específicamente en los osteoblastos (los cuales se encargan de la creación de nuevo hueso). La respuesta de las células formadoras de hueso a la ACTH incluye la producción de VEGF, como lo hace en la suprarrenal. Esta respuesta podría resultar importante para la supervivencia de los osteoblastos bajo algunas condiciones.

## Utilidad del análisis de los niveles de la ACTH
El análisis de ACTH se usa como indicador de la función hipofisaria y es útil en el diagnóstico diferencial de:
- Enfermedad de Addison.

La enfermedad de Addison es la primera causa de insuficiencia suprarenal en el mundo desarrollado. Cuando empieza la enfermedad, la AD (Adisson's Disease) puede ser fatal en casos que no se detectan y tratan adecuadamente. Es por esta razón que un indicador temprano puede ser de mucha ayuda.

Estudios demuestran que niveles elevados de ACTH son un útil indicador de la AD en individuos que presentan el anticuerpo 21OH-AA (el cual precede a la enfermedad). Esta afirmación se debe a que al analizar individuos positivos al anticuerpo, cuando se estudian sus niveles de cortisol basal y de ACTH y su actividad de la renina plasmática, la diferencia más clara entre los individuos en los que la enfermedad termina progresando y en los que no es un nivel elevado de la hormona ACTH en los primeros.
- Hiperplasia adrenal congénita.

La hiperplasia adrenal (o suprarrenal) congénita consiste en un conjunto de alteraciones en la esteroidogénesis suprarrenal que hacen que disminuya la biosíntesis de cortisol (lo cual comporta un aumento en los niveles de ACTH y, en consecuencia, existe un aumento en la síntesis de esteroides localizados antes del bloqueo). A través de esto, aparecen una serie de cuadros clínicos determinados por el déficid de cortisol y el exceso de hormonas y metabólitos relacionados. La alteración de los niveles de la ACTH puede ser un indicador de la enfermedad.
- Síndrome de Cushing.

También se utiliza como tratamiento de síndrome de West y síndrome Opsoclonus Mioclonus.

## Efecto de la disminución de la secreción de ACTH
Si se produce una disminución de ACTH, la ausencia de esta provocara una caída de la secreción de cortisol. Esto inducirá al paciente a un estado de hipoglucemia y debilidad.

Por otra parte la disminución de la secreción de ACTH provocara una disminución de andrógenos adrenales. Esto afecta principalmente a las mujeres y se contempla en forma de disminución del vello axial púbico y de la libido. En el caso de los hombres, la disminución de los andrógenos suprarrenales no provoca ninguna afección visible ni es clínicamente aparente, debido a la alta tasa de secreción de andrógenos testiculares.
En conclusión, la disminución de ACTH conducirá a una insuficiencia suprarrenal.

Se puede estudiar la función adrenal y la función hipofisaria mediante el análisis de la concentración de cortisol en una muestra de sangre extraída 60 minutos después de una estimulación con 250 microgramos de ACTH, .

## Efecto del exceso de ACTH
La formación de un tumor en la periferia de la hipófisis (adenoma corticotropo hipofisario) o, excepcionalmente, por un tumor extrahipofisario (síndrome de ACTH ectópica), como un cáncer de pulmón microcítico, tumor carcinoide o cáncer medular de tiroides, induce a una estimulación tónica sin ritmo circadiano ni regulación de las glándulas suprarrenales y producen una hiperplasia de estas. Como consecuencia se produce una hipersecreción de cortisol y de andrógenos los cuales muestran una serie de manifestaciones clínicas.
La mayoría de las veces estos tumores cosecretan melanotropina. Esto produce una pigmentación de la piel.
La principal enfermedad producida por exceso de la hipersecreción de corticotropina es la conocida como enfermedad de Cushing producida por un exceso de cortisol en sangre por una hipersecreción de ACTH.
El diagnóstico bioquímico se basa en las siguientes pruebas:
- Determinación de cortisol libre en orina
- Frenación con dexametasona
- Ritmo nictameral de cortisol
- Cuantificación de la ACTH plasmática
- Prueba de estimulación con CRH
- Cateterización de los senos petrosos.

El diagnóstico del síndrome de Cushing exige la demostración de valores elevados de cortisol con al menos dos pruebas de confirmación.
Entre todas estas la determinación de cortisol libre en orina es el método más eficaz para demostrar la hipersecreción de cortisol.
Un posible test diagnóstico para el exceso de secreción de ACTH es la frenación con dexametasona (un glúcido cocorticoide sintético de gran potencia). Este suprime la secreción hipofisiaria de ACTH por un mecanismo de contrarregulación negativa del eje hipotálamo-hipofisiario por los corticoides. En el caso de los pacientes normales se observa una disminución de cortisol a menos de 5 microgramos por decilitro mientras que en los pacientes con enfermedad de Cushing permanecen por encima de 10 μg/dl.

## Descubrimiento
Mientras trabajaba en su tesis, Evelyn M. Anderson descubrió conjuntamente con B. Collip y D. L. Thomson la ACTH. En un informe publicado en 1933, explicaron su función en el cuerpo.

## Usos terapéuticos de la ACTH
Aunque los medicamentos antiinflamatorios son probablemente los fármacos más comunes y más comercializados, hoy en día, inflamaciones crónicas como la artritis reumatoide, la esclerosis múltiple o la enfermedad inflamatoria intestinal suponen aún problemas de salud por resolver. En el futuro se van a descubrir nuevos fármacos pero el replanteamiento de la eficacia de fármacos antiguos también es importante, este es el caso de la hormona adrenocorticotropa (ACTH), usada en pacientes desde 1952 pero considerada mayoritariamente como última opción terapéutica, únicamente usada cuando otras medicaciones como los glucocorticoides no pueden usarse. No obstante, un mejor entendimiento de los mecanismos fisiológicos y farmacológicos de la ACTH junto con la nueva información de los receptores de la melanocortina ha reavivado el interés por la ACTH como medicamento. La ACTH no únicamente induce la producción de cortisol, también ejerce acciones antiinflamatorias atacando los receptores de melanocortina de las células inmunitarias. Estas descubiertas sugirieron la posibilidad de fabricar nueva ACTH en forma de fármacos de melanocortina.
Cabe recordar que la hormona adrenocorticotropa es un péptido de melanocortina que ahora debe ser recuperado para su uso terapéutico. La ACTH fue aprobada por la FDA para su uso en humanos el 1952, sólo tres años después de que fuera probada por vez primera para tratar la artritis reumatoide. En esa época, la ACTH era usada para tratar la artritis reumatoide pero también para tratar la gota, el lupus, la psoriasis, la fiebre reumática o la colitis ulcerosa, gracias a sus acciones estimulantes de la corteza suprarrenal para la producción de cortisol.	
Philip S. Hench, Edward C. Kendall y Tadeus Reichstein fueron premiados con el Nobel de Fisiología y Medicina en 1950 por estos descubrimientos en la ACTH y hormonas suprarrenales. No obstante, métodos muy eficientes para la síntesis de glucocorticoides (GC) fueron descubiertos años después causando una bajada de los precios, que juntamente con la disponibilidad de obtener formas orales hicieron que los glucocorticoides fueran la terapia seleccionada en detrimento de la ACTH.
50 años después de su aprobación, se descubrió que las acciones antiinflamatorias de la ACTH tenían efecto independiente del cortisol y que el proceso estaba mediado por el receptor MC3 de melinocortina, que se encuentra en las células inmunitarias y en el cerebro. Estos descubrimientos realzaron el interés en la ACTH como terapia médica, primeramente para reconsiderar su uso (y en concreto, en casos dónde los glucocorticoides no pueden usarse) y segundo, para proponer nuevos objetivos terapéuticos, por ejemplo, el sistema de melanocortina para el desarrollo de terapias antiinflamatorias.
A nivel clínico, la ACTH se encuentra formulada de dos formas en EE. UU. Una se conoce con el nombre de Acthar® Gel, un fármaco inyectable compuesto por ACTH porcina purificada proveniente de extractos pituitarios. Se usa para tratar espasmos infantiles y también para la esclerosis múltiple, además, se recomienda para tratar problemas reumáticos, dermatológicos, alérgicos y respiratorios. La segunda fórmula de ACTH se llama Cortrosyn™, es ACTH sintética y consiste de los primeros 24 aminoácidos (tetracosáctido), secuencia que es responsable de la acción esteroidogénica de la proteína entera. Este producto se usa solo para el diagnóstico de la insuficiencia suprarrenal. En el Reino Unido, la ACTH se encuentra disponible bajo el nombre de Synacthen® Depot, fármaco que contiene también la estructura de los primeros 24 aminoácidos, pero en este caso tiene un uso terapéutico y de diagnóstico. Por lo tanto, el fármaco se receta a pacientes que no pueden tolerar los glucocorticoides o cuando estos últimos no han surtido efecto.
Los usos más frecuentes de la ACTH a nivel clínico son el tratamiento de espasmos infantiles, la esclerosis múltiple, la gota y el síndrome nefrótico.